# Đám Xử Nữ
Cụm Xử Nữ là một cụm thiên hà lớn có tâm cách 53,8 ± 0,3 Mly (16,5 ± 0,1 Mpc )  trong chòm sao Xử Nữ. Bao gồm khoảng 1.300 (và có thể lên tới 2.000) thiên hà thành viên, cụm này tạo thành trung tâm của Siêu đám Xử Nữ lớn hơn, trong đó Nhóm Địa phương (chứa Dải Ngân hà của chúng ta) là một thành viên. Nhóm Địa phương đang thực hiện quá trình của Siêu đám Xử Nữ gọi là quá trình hướng về tâm của cụm Xử Nữ gây ra bởi lực hấp dẫn quá lớn của nó,  Người ta ước tính khối lượng của Cụm Xử Nữ là 1,2 × 1015 M☉ đến 8 độ so với tâm cụm hoặc bán kính khoảng 2,2 Mpc.
Nhiều thiên hà sáng hơn trong cụm này, bao gồm cả thiên hà hình elip khổng lồ Messier 87, được phát hiện vào cuối những năm 1770 và đầu những năm 1780 và sau đó được đưa vào danh mục các vật thể mờ phi sao chổi của Charles Messier. Được Messier mô tả là tinh vân không có sao, bản chất thực sự của chúng không được công nhận cho đến những năm 1920.
Mặc dù có thể nhìn thấy một số thành viên nổi bật nhất của cụm bằng các thiết bị nhỏ hơn, nhưng kính thiên văn 6 inch sẽ cho thấy khoảng 160 thiên hà của cụm vào đêm quang đãng. Thành viên sáng nhất của nó là thiên hà hình elip Messier 49; tuy nhiên thành viên nổi tiếng nhất của nó là thiên hà hình elip Messier 87, nằm ở trung tâm của cụm sao.

## Đặc điểm
Cụm này là một hỗn hợp khá không đồng nhất của các thiên hà xoắn ốc và thiên hà hình elip. Tính đến năm 2004, người ta tin rằng các thiên hà xoắn ốc của cụm thiên hà được phân bố thành một sợi thuôn dài, dài gấp khoảng bốn lần chiều rộng của nó, trải dài dọc theo đường ngắm từ Dải Ngân hà . Các thiên hà hình elip tập trung ở trung tâm hơn các thiên hà xoắn ốc.
Cụm này là tập hợp của ít nhất ba cụm con riêng biệt: Xử Nữ A, tập trung vào M87, phần thứ hai tập trung vào thiên hà M86, và Xử Nữ B, tập trung vào M49, với một số tác giả bao gồm cụm con Xử Nữ C, tập trung vào thiên hà M60 cũng như một cụm con LVC (Đám mây vận tốc thấp), tập trung vào thiên hà xoắn ốc lớn NGC 4216. Đáng chú ý, thiên hà hình elip khổng lồ M87 chứa một lỗ đen siêu lớn, có chân trời sự kiện được quan sát bởi Nhóm Hợp tác Kính viễn vọng Chân trời Sự kiện vào năm 2019.
Trong số tất cả các cụm con, Xử Nữ A, được hình thành bởi hỗn hợp các thiên hà  hình elip, dạng thấu kính và (thường) xoắn ốc nghèo khí, là cụm con chiếm ưu thế, với khối lượng xấp xỉ 10 14 M☉, xấp xỉ lớn lớn hơn hai cụm con còn lại.

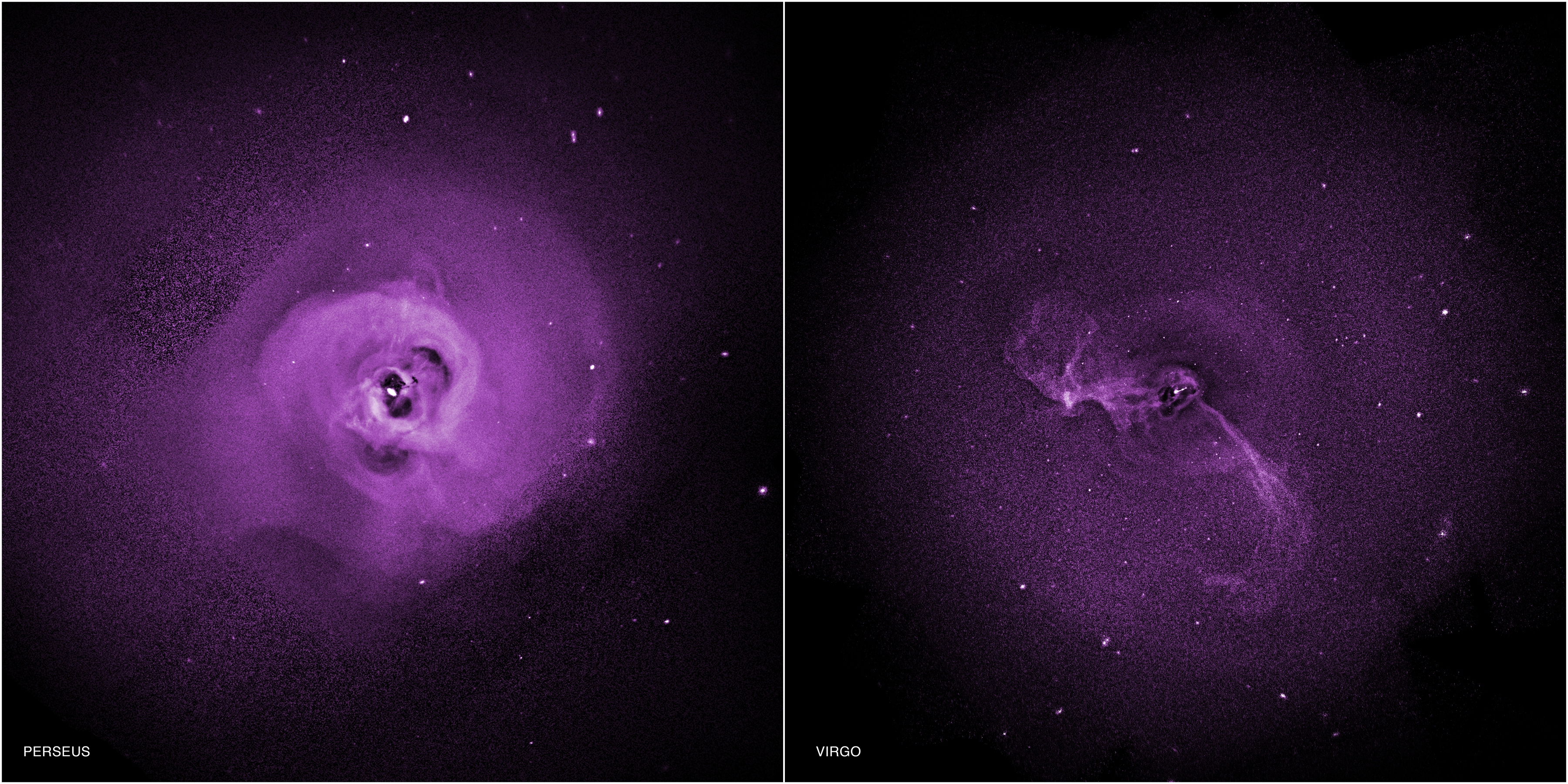
Sự nhiễu loạn có thể ngăn cản các cụm thiên hà nguội đi (Tia X Chandra).

Ba nhóm nhỏ đang trong quá trình hợp nhất để tạo thành một cụm lớn hơn và được bao quanh bởi các đám mây thiên hà nhỏ hơn khác, chủ yếu bao gồm các thiên hà xoắn ốc, được gọi là Đám mây N, Đám mây S và Xử Nữ E đang trong quá trình không thể hợp nhất với chúng, cộng với các thiên hà và nhóm thiên hà biệt lập khác (như đám mây thiên hà Coma I) cũng bị thu hút bởi lực hấp dẫn của Xử Nữ để hợp nhất với nó trong tương lai. Điều này cho thấy rõ ràng rằng cụm Xử Nữ là một cụm trẻ năng động vẫn đang hình thành.
Hai tập hợp lân cận khác được gọi là Đám mây M, Đám mây W và Đám mây W' dường như là các hệ thống nền độc lập với cụm chính.
Cụm Xử Nữ nằm trong Siêu đám Xử Nữ và hiệu ứng hấp dẫn của nó làm chậm các thiên hà gần đó. Khối lượng lớn của cụm làm chậm quá trình lùi xa của Nhóm địa phương khỏi cụm khoảng 10%.

## Môi trường nội bộ
Giống như nhiều cụm thiên hà lớn khác, môi trường nội đám (ICM) của Xử Nữ chứa đầy plasma nóng, hiếm ở nhiệt độ 30 triệu kelvin phát ra tia X. Trong môi trường nội đám tìm thấy một số lượng lớn các sao liên thiên hà (lên tới 10% số sao trong cụm), bao gồm một số tinh vân hành tinh. Có giả thuyết cho rằng chúng đã bị trục xuất khỏi các thiên hà quê hương của chúng do tương tác với các thiên hà khác . ICM cũng chứa một số cụm sao cầu, có thể đã tách ra khỏi các thiên hà lùn, và thậm chí ít nhất một khu vực hình thành sao.

## Thiên hà

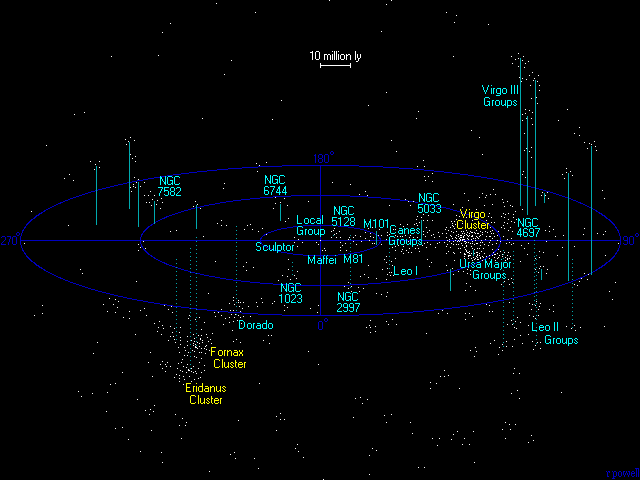
Bản đồ của Siêu đám Xử Nữ tập trung vào Nhóm Địa phương (đường kính ảnh 200 Mly ≈ 60 Mpc). Cụm Xử Nữ có thể được nhìn thấy ở giữa bên phải của hình ảnh, cách Nhóm Địa phương khoảng 50 Mly.

Các thành viên nổi bật:
| Thiên hà    | Tọa độ (Kỷ nguyên 2000) | Tọa độ (Kỷ nguyên 2000) | Cấp sao biểu kiến (blue) | Loại | Đường kính góc | Đường kính (kly) | Vận tốc lùi (km/s) | Cụm con                                        |
| Thiên hà    | Xích kinh               | Xích vĩ                 | Cấp sao biểu kiến (blue) | Loại | Đường kính góc | Đường kính (kly) | Vận tốc lùi (km/s) | Cụm con                                        |
| ----------- | ----------------------- | ----------------------- | ------------------------ | ---- | -------------- | ---------------- | ------------------ | ---------------------------------------------- |
| Messier 98  | 12 13.8                 | 14 54                   | 10.9                     | SBb  | 9.8′           | 150              | 184                | Virgo A hay N Cloud                            |
| NGC 4216    | 12 15.9                 | 13 09                   | 10.9                     | SBb  | 7.9′           | 120              | 459                | Virgo A, N Cloud hay LVC                       |
| Messier 99  | 12 18.8                 | 14 25                   | 10.4                     | Sc   | 5.4′           | 80               | 2735               | Virgo A hay N Cloud                            |
| NGC 4262    | 12 19.5                 | 14 53                   | 12.4                     | S0   | 1.9′           | 30               | 1683               | Virgo A                                        |
| NGC 4388    | 12 25.5                 | 12 39                   | 11.8                     | SAb  | 6.2′           | 85               | 2845               | Virgo A                                        |
| Messier 61  | 12 21.9                 | 04 28                   | 10.2                     | SBbc | 6.2′           | 100              | 1911               | S Cloud                                        |
| Messier 100 | 12 22.9                 | 15 49                   | 10.1                     | SBbc | 7.6′           | 115              | 1899               | Virgo A                                        |
| Messier 84  | 12 25.1                 | 12 53                   | 10.1                     | E1   | 6.0′           | 90               | 1239               | Virgo A Markarian's Chain                      |
| Messier 85  | 12 25.4                 | 18 11                   | 10.0                     | S0   | 7.1′           | 105              | 1056               | Virgo A                                        |
| Messier 86  | 12 26.2                 | 12 57                   | 9.9                      | E3   | 10.2′          | 155              | 37                 | Virgo A hay nhóm nhỏ của nó. Markarian's Chain |
| NGC 4435    | 12 27.7                 | 13 05                   | 11.7                     | S0   | 3.0′           | 45               | 1111               | Virgo A                                        |
| NGC 4438    | 12 27.8                 | 13 01                   | 11.0                     | Sa   | 8.7′           | 130              | 404                | Virgo A                                        |
| NGC 4450    | 12 28.5                 | 17 05                   | 10.9                     | Sab  | 5.1′           | 80               | 2273               | Virgo A                                        |
| Messier 49  | 12 29.8                 | 08 00                   | 9.3                      | E2   | 9.8′           | 150              | 1204               | Virgo B                                        |
| Messier 87  | 12 30.8                 | 12 23                   | 9.6                      | E0–1 | 9.8′           | 980              | 1204               | Virgo A                                        |
| Messier 88  | 12 32.0                 | 14 25                   | 10.3                     | Sb   | 6.8′           | 100              | 2599               | Virgo A                                        |
| NGC 4526    | 12 32.0                 | 07 42                   | 10.6                     | S0   | 7.1′           | 105              | 931                | Virgo B                                        |
| NGC 4527    | 12 34.1                 | 02 39                   | 12.4                     | Sb   | 4.6′           | 69               | 1730               | S Cloud                                        |
| NGC 4536    | 12 34.4                 | 02 11                   | 11.1                     | SBbc | 7.2′           | 115              | 2140               | S Cloud                                        |
| Messier 91  | 12 35.4                 | 14 30                   | 11.0                     | SBb  | 5.2′           | 80               | 803                | Virgo A                                        |
| NGC 4546    | 12 35.5                 | -03 48                  | 11.3                     | S0   | 2.3'           | 30               | 1054               | S Cloud                                        |
| NGC 4550    | 12 35.5                 | 12 13                   | 12.5                     | S0   | 3.2′           | 50               | 704                | Virgo A                                        |
| Messier 89  | 12 35.7                 | 12 33                   | 10.7                     | E0   | 5.0′           | 75               | 628                | Virgo A                                        |
| NGC 4567    | 12 36.5                 | 11 15                   | 12.1                     | Sbc  | 2.8′           | 40               | 2588               | Virgo A                                        |
| NGC 4568    | 12 36.6                 | 11 14                   | 11.7                     | Sbc  | 4.4′           | 65               | 2578               | Virgo A                                        |
| Messier 90  | 12 36.8                 | 13 10                   | 10.2                     | SBab | 10.5′          | 160              | 87                 | Virgo A                                        |
| NGC 4571    | 12 36.9                 | 14 13                   | 11.9                     | Sc   | 3.7′           | 55               | 659                | Virgo A                                        |
| Messier 58  | 12 37.7                 | 11 49                   | 10.6                     | SBb  | 5.6′           | 85               | 1839               | Virgo A                                        |
| Messier 59  | 12 42.9                 | 11 39                   | 10.8                     | E5   | 5.0′           | 75               | 751                | Virgo A hay Virgo E                            |
| Messier 60  | 12 43.7                 | 11 33                   | 9.8                      | E2   | 7.2′           | 110              | 1452               | Virgo A, Virgo E hay Virgo C                   |
| NGC 4651    | 12 43.7                 | 16 24                   | 11.4                     | Sc   | 4.0′           | 60               | 1113               |                                                |
| NGC 4654    | 12 43.9                 | 13 08                   | 11.1                     | SBc  | 5.0′           | 75               | 1349               | Virgo A                                        |

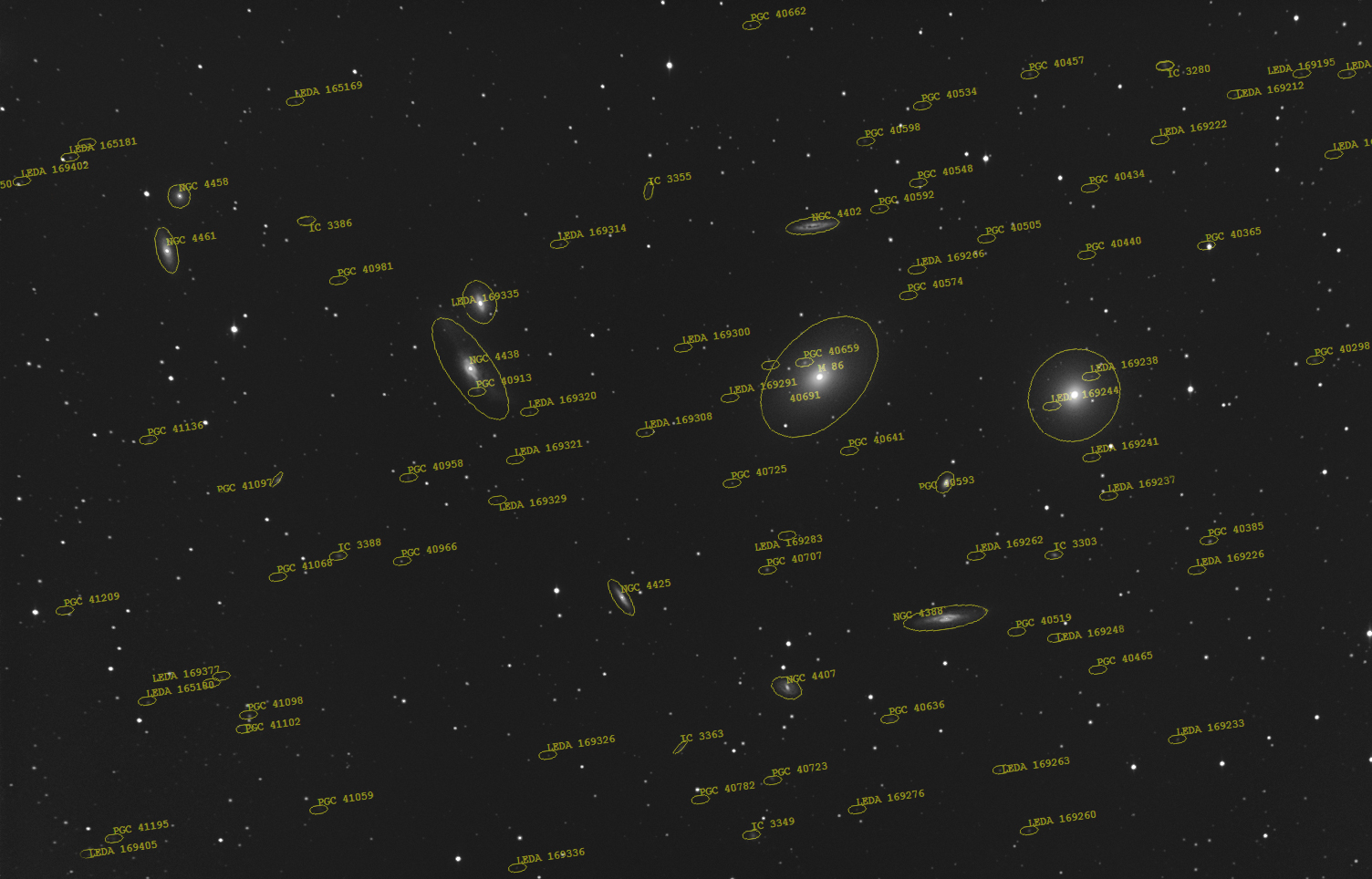
Bức ảnh chụp Cụm Xử Nữ với các thiên hà được gắn nhãn

Các thiên hà mờ hơn trong cụm thường được biết đến qua số lượng của chúng trong Danh mục cụm Xử Nữ, đặc biệt là các thành viên của quần thể thiên hà lùn.